# Elphos praestans
Elphos praestans là một loài bướm đêm trong họ Geometridae.